# دورسيت الجنوبية (دائرة انتخابية في المملكة المتحدة)
دورسيت الجنوبية (بالإنجليزية: South Dorset)‏ هي إحدى الدوائر الانتخابية في المملكة المتحدة الممثلة في مجلس العموم في برلمان المملكة المتحدة.
عضو البرلمان الذي يمثلها حالياً هو :Jim Knight (Lab).